# Anna Müller-Tannewitz
Anna Müller-Tannewitz geb. Tannewitz (* 18. August 1899 in Immekeppel; † 1988 oder 1989 in Bad Urach) war eine deutsche Jugendbuchautorin. Ihr bekanntestes Werk ist der Jugendroman Blauvogel, der die Geschichte eines neunjährigen Jungen erzählt, der während des Franzosen- und Indianerkrieges von Indianern entführt und dann von ihnen als Adoptivsohn aufgezogen wird.

## Leben
Anna Tannewitz wurde 1899 im Rheinland geboren; die Familie zog aber noch während ihrer Schulzeit nach Berlin. Sie begann nach dem Abitur in Heidelberg ein Studium der Medizin. Schon bald wechselte sie Studienfach und Studienort. Sie war zunächst als Bibliothekarin am Preußischen Landtag, dann im Volksbildungswesen in Berlin tätig. Dabei widmete sie sich besonders dem Aufbau und der Einrichtung von Jugendbüchereien. Seit 1936 war sie mit dem Indianerforscher Werner Müller (1907–1990) verheiratet. Während des Zweiten Weltkriegs – ihr Mann war seit 1939 Soldat – studierte sie Literaturgeschichte, Völkerkunde und Zeitungswissenschaft und plante Indianergeschichten für junge Leser auf wissenschaftlich fundierter Basis zu schreiben.
Noch in der Kriegszeit begann sie mit ihrem Buch Blauvogel, das 1949 (vordatiert auf 1950) erschien. Sie erhielt dafür 1950 den ersten Preis in einem Preisausschreiben des Ministeriums für Volksbildung der DDR zur Schaffung neuer Jugendliteratur. Das Buch diente auch als Vorlage für einen DEFA-Spielfilm von 1979 und eine ZDF-Serie von 1994.
1953 zog das Ehepaar nach Tübingen, wo Werner Müller Bibliothekar an der Universitätsbibliothek wurde, und 1982 nach Bad Urach. Dort trennte sie sich von ihrem Mann. Ihre letzten Monate verbrachte sie im Psychiatrischen Pflegeheim in Zwiefalten.
Während sie Blauvogel unter dem Pseudonym Anna Jürgen veröffentlichte, erschienen ihre anderen Werke (darunter viele weitere Jugendbücher, deren Handlung oft unter Indianern spielt) unter ihrem tatsächlichen Namen. Zudem verwendete sie das Pseudonym Stine Holm.

## Werke (Auswahl)
- Das Indianermädchen Pocahontas. Felguth, Berlin 1948.
- Blauvogel – Wahlsohn der Irokesen Verlag Neues Leben, Berlin/DDR 1950.
- Kleine Sonne Schonela. Eine Mädchengeschichte aus dem alten Louisiana. Thienemann, Stuttgart 1954.
- Die weißen Kundschafter. Die Entdeckung der Indianer Virginiens. Franckh-Kosmos, Stuttgart 1955. (UT auch: Die Kolonisation Nord-Karolinas.)
- Die rote Lady. Thienemann, Stuttgart 1958.
- Marys neue Schwestern, mit Illustrationen von Karlheinz Gross. Thienemann, Stuttgart 1964.
  - Neuauflage: mit Bildern von Ingeborg Haun. Loewe Verlag, Bayreuth 1980, ISBN 3-522-10510-9
- Kleiner Bär und Prärieblume, mit Illustrationen von Karlheinz Gross. Thienemann, Stuttgart 1965.
- Tochter der Prärie. Die Geschichte eines tapferen Indianermädchens. Arena, Würzburg 1970.
- Das neugierige Stinktier und andere Erzählungen. Loewe, Bayreuth 1970.
- Avija das Mädchen aus Grönland. Thienemann, Stuttgart 1971.
- Akis Wunschring. Loewe, Bayreuth 1973.
- Ogla und ihr Pony. Arena, Würzburg 1976.
- Leselöwen Hasengeschichten. Loewe, Bayreuth 1977.